# 马里奥·库默州长大桥
马里奥·库默州长大桥（英語：Governor Mario M. Cuomo Bridge）常被称为新塔潘齐大桥（英語：New Tappan Zee Bridge）是一座以前纽约州州长马里奥·库默的名字命名的双斜拉桥，替代了旧的塔潘齐大桥作为87号州际公路（I-87）和287号州际公路（I-287）的跨哈德遜河通道，连接了柏油村和Nyack。新桥位于老桥北侧，是美国基础设施更新计划的一部分，西向桥通车于2017年，东向桥通车于2018年，之后老桥于2019年拆除。